# 背神经索
背神经索（英語：dorsal nerve cord）是脊索动物神经系统的中枢部分，名字来源于其位置处于消化道的背侧。背神经索与脊索、肛后尾、内柱和咽裂一起组成了脊索动物门下脊椎动物（冠群）、头索动物和被囊动物（只存在于幼体阶段）三个亚门都拥有的五个共有衍征。除此之外，与脊索动物同属后口动物总门的姐妹群——半索动物门中的一些物种也拥有背神经索。
脊索动物的背神经索源自胚胎发育时外胚层内侧神经组织生长而成的神经板，通常会通过神经嵴隆起后内卷合并形成空心的神经索，因此也称神经管。这一点与绝大多数两侧对称动物中常见的腹神经索明显不同，因为腹神经索为实心，且时常会呈现左右两条平行的腹神经索呈梯状相连的形态。此外，背神经索的功能高度中央化，胞体大多集中在头部一端，但胞突（轴突和树突）却可能一直延伸到身体另一端才与周围神经形成突触；而腹神经索则本质上是一系列每对负责一段体节的独立神经节串联形成的融和体，功能其实高度去中央化，以至于一些无脊椎动物即使被切除头部也能正常进行运动、交配和其它反射性的本能活动。背神经索的演化过程以及其空心化的起因目前仍是未解之谜。
脊椎动物的脊索紧贴着背神经索的腹侧，在胚胎发育时会被纵列脊神经之间形成的椎骨分割取缔，而头部以下的背神经索通常会被椎骨排列形成的中轴内骨骼——脊柱包裹保护而变成脊髓；头端的背神经索则会出现明显的囊泡状增生隆大，最终形成功能级别高度集中的脑——这种“脑泡”通常呈现三对并分别形成前脑、中脑和后脑（在基群脊椎动物中分别负责嗅觉感知、视觉/听觉感知和运动控制的神经信息处理），其内腔扩展成为脑室，整个脑部也被颅骨闭合保护。脑和脊髓的表面都由三层脑脊膜（软脑膜、蛛网膜和硬脑膜）覆盖，其内腔和周围都充满具有代谢与物理缓冲功能的脑脊液。有颌类脊椎动物中因为口腔的出现使得前脑获得继续扩展的头部空间，从而形成了具有高等功能的端脑和由其发展出的大脑；而主要为陆生的四足类有颌动物则因为需要适应依赖复杂肢体活动的陆地生活，其后脑发展出了专职运动协调的小脑。